# Casalvecchio di Puglia
Casalvecchio di Puglia (Kazallveqi in arbëreshë, fino al 1862 chiamata Casalvecchio) è un comune italiano di 1 621 abitanti della provincia di Foggia in Puglia.
Ha conservato in parte la cultura arbëreshë e l'uso della lingua arbëreshe.

## Geografia fisica
Il comune è ubicato a 465 m s.l.m. nel Subappennino dauno settentrionale, incastonato tra i vicini centri di Casalnuovo Monterotaro e Castelnuovo della Daunia.

## Origine del nome
La primitiva denominazione di Casalvecchio di Puglia era "Casale". Avendo "Casale" costituito nei primordi della sua esistenza "unum corpus" con Castelluccio degli Schiavi (oggi Castelnuovo della Daunia) dovette vivere per un tempo non trascurabile nell'oscurità. Verso la fine del XVI secolo appare con il nome "Casale di Castelluccio degli Schiavi", "Sanctus Petrus de Castelluccio". Nella letteratura appare anche come "Casalvecchio degli Albanesi".
Dopo l'Unità d'Italia (1861), con un regio decreto, i sindaci dei comuni del Regno d'Italia con lo stesso nome, vennero invitati ad aggiungere al nome del paese un suffisso che identificasse la vita della popolazione. Il 26 ottobre 1862, il sindaco di Casalvecchio decretò che al nome si aggiungesse "di Puglia" affinché si potesse distinguere da Casalvecchio Siculo.

## Storia
Della storia di Casalvecchio si hanno notizie solo fino al XIII secolo; dei due secoli successivi si è persa ogni memoria.
Dopo essere stato raso al suolo nel 1461 da Giorgio Castriota Skandeberg, il borgo fu rifondato da un nucleo di profughi greco-albanesi, che per sfuggire all'invasione dei Balcani da parte degli ottomani si riversarono in massa nel Mezzogiorno d'Italia.
Inizialmente essi si insediarono a circa tre chilometri da Casalvecchio, nel comune di Castelnuovo della Daunia, dove dimorarono tra il 1468 e il 1476 circa, tuttavia la coabitazione sin dagli inizi non fu facile, e la difficile coesistenza dei profughi con la comunità di Castelnuovo si protrasse sin oltre i primi decenni del Cinquecento, quando i greco-albanesi abbandonarono le loro abitazioni per popolare il vicino casale che da esso dipendeva, come riportato dagli antichi documenti, e denominato fino ad allora come Sanctus Petrus de Castelluccio, poi diventato poi Casalvecchio di Puglia.
I suoi abitanti sono arbëreshë, e pur avendo perso il rito bizantino mantengono la lingua arbëreshe e le tradizioni dei padri greco-albanesi, Casalvecchio infatti costituisce una delle cosiddette "isole linguistiche" dove gli abitanti anziani parlano ancora il dialetto di origine straniera.

## Monumenti e luoghi d'interesse
La chiesa parrocchiale, intitolata ai santi Pietro e Paolo, fu eretta nel XVI secolo e consacrata nel 1717 dal cardinale Orsini, divenuto successivamente papa Benedetto XIII. All'interno è custodito un dipinto a olio di Michelangelo Sammarco che raffigura la Madonna del Carmelo, insieme ai santi titolari della parrocchia.
Interessanti da un punto di vista artistico e architettonico sono alcuni edifici di epoca medievale come "La torre dei briganti", situata nei pressi del cimitero, e il "Casone della Sgurgola", un torrione a pianta quadrata che sorge sulla strada provinciale che unisce Casalnuovo a Torremaggiore.

## Società

### Evoluzione demografica
Abitanti censiti

### Etnie e minoranze straniere
Secondo i dati ISTAT al 1º gennaio 2019 la popolazione straniera residente era di 76 persone.
Le nazionalità maggiormente rappresentate in base alla loro percentuale sul totale della popolazione residente erano:
- Romania: 38
- Marocco: 23

### Lingue e dialetti
Casalvecchio è un paese bilingue: oltre all'italiano vi si parla infatti l'arbëreshë: gli atti pubblici del comune infatti sono in doppia lingua, e le strade hanno doppia denominazione, come per esempio il corso principale intitolato a Giorgio Castriota Scanderbeg, eroe nazionale dell'Albania, e la scuola media intitolata a Girolamo de Rada, uno dei massimi scrittori di etnia albanese. All'ingresso del paese il cartello stradale di benvenuto è anche in lingua albanese.
Per effetto di una maggiore mobilità della popolazione l'uso della lingua arbëreshë comincia ad attenuarsi, specie tra i giovani, cosicché solo gli abitanti anziani ormai la parlano correntemente; per contravvenire a questo fenomeno è nato lo sportello linguistico albanese che offrire servizi di informazione e orientamento ai cittadini. Tra le prime iniziative dello sportello linguistico c'è stata la creazione di un dizionario comparato delle parlate arbëreshë di Casalvecchio e di Chieuti (altro comune del foggiano nel quale si parla il dialetto albanese).
In passato in occasione dei funerali veniva praticato un antico rito di origine albanese il "Vajtim", ovvero un canto funebre o lamento dei morti in lingua albanese personalizzati da una donna o da un gruppo di donne.

### Tradizioni e folclore
Tra le ricorrenze del paese vi sono il canto delle uova, che avviene la notte di Pasqua, e l'accensione di falò nei diversi quartieri del paese, che si svolge il 19 marzo in onore a San Giuseppe.
Nel mese di maggio si festeggia la festa patronale in onore della Madonna delle Grazie, e di San Nicola. L'ultima domenica di settembre si svolge una fiera di commercio e bestiame in occasione della festa di San Matteo.

## Cultura

### Istruzione

#### Scuole
Nell'anno scolastico 2000-2001 nasce l'Istituto Comprensivo "G. Mandes" che ha sede a Casalnuovo Monterotaro e comprende la scuola primaria, dell'Infanzia e secondaria di primo grado di Casalvecchio, Casalnuovo Monterotaro e Castelnuovo della Daunia.
La struttura scolastica di Casalvecchio, sita in Corso Skanderbeg, ospita la scuola dell'Infanzia "S. Giovanni Bosco", la scuola Primaria "Attilio Celozzi" e la scuola Secondaria di I Grado "Girolamo De Rada".

## Economia
Il paese è prevalentemente agricolo, essendo ricco di campagne fertili coltivate in gran parte da cereali, ulivi e viti.

## Amministrazione
Di seguito è presentata una tabella relativa alle amministrazioni che si sono succedute in questo comune.
| Periodo           | Periodo           | Primo cittadino           | Partito                            | Carica      | Note   |
| ----------------- | ----------------- | ------------------------- | ---------------------------------- | ----------- | ------ |
| 24 giugno 1985    | 18 giugno 1990    | Giuseppe Guglielmo Beccia | Democrazia Cristiana               | Sindaco     | [ 12 ] |
| 18 giugno 1990    | 13 gennaio 1993   | Matteo Tosches            | Partito Comunista Italiano         | Sindaco     | [ 12 ] |
| 13 gennaio 1993   | 22 novembre 1993  | Orazio Ciliberti          |                                    | Comm. pref. | [ 12 ] |
| 22 novembre 1993  | 17 novembre 1997  | Matteo Calzone            | Partito Democratico della Sinistra | Sindaco     | [ 12 ] |
| 17 novembre 1997  | 26 ottobre 1999   | Matteo Tosches            | L'Ulivo                            | Sindaco     | [ 12 ] |
| 26 ottobre 1999   | 17 aprile 2000    | Gerardina D'Addesio       |                                    | Comm. pref. | [ 12 ] |
| 17 aprile 2000    | 5 aprile 2005     | Michele Boccamazzo        | Centro-destra                      | Sindaco     | [ 12 ] |
| 5 aprile 2005     | 30 marzo 2010     | Michele Boccamazzo        | Centro                             | Sindaco     | [ 12 ] |
| 30 marzo 2010     | 1 giugno 2015     | Mauro Piccirilli          | Lista Civica                       | Sindaco     | [ 12 ] |
| 1 giugno 2015     | 20 settembre 2020 | Noè Andreano              | Lista Civica                       | Sindaco     | [ 12 ] |
| 20 settembre 2020 | in carica         | Noè Andreano              | Lista Civica                       | Sindaco     | [ 12 ] |

### Gemellaggi
Nel giugno del 2006 l'amministrazione comunale di Casalvecchio con una delegazione di alcuni cittadini ha fatto visita al comune di Mariano Comense per far visita ai diversi casalvecchiesi che da diverse generazioni si sono stanziati nella città lombarda.
Nel settembre del 2008 una delegazione della città di Zhur Kosovo ha fatto visita alla comunità di Casalvecchio per uno scambio interculturale.